# Lotusiphantes nanyuensis
Lotusiphantes nanyuensis is een spinnensoort in de taxonomische indeling van de hangmatspinnen (Linyphiidae).
Het dier behoort tot het geslacht Lotusiphantes. De wetenschappelijke naam van de soort werd voor het eerst geldig gepubliceerd in 2001 door Jun Chen & Chang-Min Yin.